# Angraecopsis
Genre
Angraecopsis est un genre de plantes de la famille des Orchidaceae.

## Liste d'espèces
Selon Catalogue of Life (16 août 2017) :
- Angraecopsis amaniensis Summerh.
- Angraecopsis breviloba Summerh.
- Angraecopsis cryptantha P.J.Cribb
- Angraecopsis dolabriformis (Rolfe) Schltr.
- Angraecopsis elliptica Summerh.
- Angraecopsis gassneri G.Will.
- Angraecopsis gracillima (Rolfe) Summerh.
- Angraecopsis hallei Szlach. & Olszewski
- Angraecopsis holochila Summerh.
- Angraecopsis ischnopus (Schltr.) Schltr.
- Angraecopsis lisowskii Szlach. & Olszewski
- Angraecopsis lovettii P.J.Cribb
- Angraecopsis macrophylla Summerh.
- Angraecopsis malawiensis P.J.Cribb
- Angraecopsis parva (P.J.Cribb) P.J.Cribb
- Angraecopsis parviflora (Thouars) Schltr.
- Angraecopsis pobeguinii (Finet) H.Perrier
- Angraecopsis pusilla Summerh.
- Angraecopsis tenerrima Kraenzl.
- Angraecopsis thomensis Stévart & P.J.Cribb
- Angraecopsis tridens (Lindl.) Schltr.
- Angraecopsis trifurca (Rchb.f.) Schltr.

Selon World Checklist of Selected Plant Families (WCSP) (16 août 2017) :
- Angraecopsis amaniensis Summerh. (1945)
- Angraecopsis breviloba Summerh. (1945)
- Angraecopsis cryptantha P.J.Cribb (1996)
- Angraecopsis dolabriformis (Rolfe) Schltr. (1918)
- Angraecopsis elliptica Summerh. (1951)
- Angraecopsis gassneri G.Will. (1980)
- Angraecopsis gracillima (Rolfe) Summerh. (1937)
- Angraecopsis hallei Szlach. & Olszewski (2001)
- Angraecopsis holochila Summerh. (1945)
- Angraecopsis ischnopus (Schltr.) Schltr. (1914)
- Angraecopsis lisowskii Szlach. & Olszewski (2001)
- Angraecopsis lovettii P.J.Cribb, Fl. Trop. E. Afr. (1989)
- Angraecopsis macrophylla Summerh. (1951)
- Angraecopsis malawiensis P.J.Cribb (1983)
- Angraecopsis parva (P.J.Cribb) P.J.Cribb, Fl. Trop. E. Afr. (1989)
- Angraecopsis parviflora (Thouars) Schltr. (1914)
- Angraecopsis pobeguinii (Finet) H.Perrier (1941)
- Angraecopsis pusilla Summerh. (1951)
- Angraecopsis tenerrima Kraenzl. (1900)
- Angraecopsis thomensis Stévart & P.J.Cribb (2004)
- Angraecopsis tridens (Lindl.) Schltr. (1918)
- Angraecopsis trifurca (Rchb.f.) Schltr. (1915)

Selon NCBI (16 août 2017) :
- Angraecopsis amaniensis
- Angraecopsis breviloba
- Angraecopsis parviflora

Selon The Plant List (16 août 2017) :
- Angraecopsis amaniensis Summerh.
- Angraecopsis breviloba Summerh.
- Angraecopsis cryptantha P.J.Cribb
- Angraecopsis dolabriformis (Rolfe) Schltr.
- Angraecopsis elliptica Summerh.
- Angraecopsis gassneri G.Will.
- Angraecopsis gracillima (Rolfe) Summerh.
- Angraecopsis hallei Szlach. & Olszewski
- Angraecopsis holochila Summerh.
- Angraecopsis ischnopus (Schltr.) Schltr.
- Angraecopsis lisowskii Szlach. & Olszewski
- Angraecopsis lovettii P.J.Cribb
- Angraecopsis macrophylla Summerh.
- Angraecopsis malawiensis P.J.Cribb
- Angraecopsis parva (P.J.Cribb) P.J.Cribb
- Angraecopsis parviflora (Thouars) Schltr.
- Angraecopsis pobeguinii (Finet) H.Perrier
- Angraecopsis pusilla Summerh.
- Angraecopsis tenerrima Kraenzl.
- Angraecopsis thomensis Stévart & P.J.Cribb
- Angraecopsis tridens (Lindl.) Schltr.
- Angraecopsis trifurca (Rchb.f.) Schltr.

Selon Tropicos (16 août 2017) (Attention liste brute contenant possiblement des synonymes) :
- Angraecopsis adoxa (Rasm.) R.Rice
- Angraecopsis amaniensis Summerh.
- Angraecopsis boutonii (Rchb. f.) H. Perrier
- Angraecopsis brachyceras (Summerh.) R.Rice
- Angraecopsis breviloba Summerh.
- Angraecopsis burttii (Summerh.) R.Rice
- Angraecopsis candida (P.J. Cribb) R.Rice
- Angraecopsis clavata (P.J. Cribb) R.Rice
- Angraecopsis comorensis Summerh.
- Angraecopsis confusa (P.J. Cribb) R.Rice
- Angraecopsis cryptantha P.J. Cribb
- Angraecopsis curvata (Rolfe) R.Rice
- Angraecopsis decipiens (Summerh.) R.Rice
- Angraecopsis dolabriformis (Rolfe) Schltr.
- Angraecopsis elliptica Summerh.
- Angraecopsis falcata (Thunb.) Schltr.
- Angraecopsis gassneri G. Williamson
- Angraecopsis globularis (P.J. Cribb) R.Rice
- Angraecopsis gracillima (Rolfe) Summerh.
- Angraecopsis hallei Szlach. & Olszewski
- Angraecopsis holochila Summerh.
- Angraecopsis ischnopus (Schltr.) Schltr.
- Angraecopsis kamerunensis (Schltr.) R.Rice
- Angraecopsis leedalii (P.J. Cribb) R.Rice
- Angraecopsis lisowskii Szlach. & Olszewski
- Angraecopsis lovettii P.J. Cribb
- Angraecopsis macrophylla Summerh.
- Angraecopsis magnicalcar (Szlach. & Olszewski) R.Rice
- Angraecopsis malawiensis P.J. Cribb
- Angraecopsis meliantha (P.J. Cribb) R.Rice
- Angraecopsis mildbraedii (Kraenzl.) R.Rice
- Angraecopsis millarii (Bolus) R.Rice
- Angraecopsis montana (Piers) R.Rice
- Angraecopsis occidentalis (Kraenzl.) Schltr.
- Angraecopsis ochyrae (Szlach. & Olszewski) R.Rice
- Angraecopsis oxycentron (P.J. Cribb) R.Rice
- Angraecopsis parva (P.J. Cribb) P.J. Cribb
- Angraecopsis parviflora (Thouars) Schltr.
- Angraecopsis pendula (la Croix & P.J. Cribb) R.Rice
- Angraecopsis pobeguinii (Finet) H. Perrier
- Angraecopsis polydactyla (Kraenzl.) R.Rice
- Angraecopsis pungens (Schltr.) R.Rice
- Angraecopsis pusilla Summerh.
- Angraecopsis rutila (Rchb. f.) R.Rice
- Angraecopsis schliebenii (Mansf.) R.Rice
- Angraecopsis stellata (P.J. Cribb) R.Rice
- Angraecopsis stolzii (Schltr.) R.Rice
- Angraecopsis summerhayesii (la Croix & P.J. Cribb) R.Rice
- Angraecopsis tanneri (P.J. Cribb) R.Rice
- Angraecopsis tenerrima Kraenzl.
- Angraecopsis tenuicalcar Summerh.
- Angraecopsis thomensis Stévart & P.J. Cribb
- Angraecopsis thouarsii (Finet) H. Perrier
- Angraecopsis tridens (Rolfe) Schltr.
- Angraecopsis trifurca (Rchb. f.) Schltr.